# Sandkardarspindel
Sandkardarspindel (Dictyna major) är en spindelart som beskrevs av Menge 1869. Sandkardarspindel ingår i släktet Dictyna och familjen kardarspindlar. Arten är reproducerande i Sverige. Inga underarter finns listade i Catalogue of Life.